# Désolé pour hier soir
Singles de Tryo
L'Hymne de nos campagnes Serre-moi
Pistes de Grain de sable
Ballade en forêt Pas pareil
Désolé pour hier soir est une chanson de Tryo de l'album Grain de sable sortie le 2 juin 2003 et dont le  single est sorti le 15 mars 2007.

## Classements
| Pays   | Meilleure position |
| ------ | ------------------ |
| France | 6                  |
| Suisse | 57                 |

### Versions live
Cette chanson est très régulièrement reprise par le groupe lors de ses concerts et apparaît dans plusieurs de ses albums live, ou en collaboration avec d'autres artistes. La durée du morceau est très variable et dépend principalement du jeu développé lors de l'intermède parlé de Christophe Mali sur scène :
- 2004 : onzième piste du second CD de l'album De bouches à oreilles... (enregistrée au Cabaret Sauvage), pour une durée de 7 min 10 s ;
- 2009 : quatorzième piste de l'album Sous les étoiles (enregistrée au Festival du Bout du Monde), pour une durée de 9 min 18 s ;
- 2020 : sixième piste de l'album XXV (reprise avec Mcfly et Carlito), pour une durée de 3 min 28 s ;
- 2022 : treizième piste de l'album Tout au Tour, pour une durée de 4 min 56 s.